# Ulick Burke (seigneur de Clanricard)
Appelé en Angleterre Uilleag de Burgh d'Annaghkeen, Ulick de Bourg (mort en 1343) a été le premier seigneur de Clanricard, de 1332 à 1343.
Fondateur de la branche de Clanricard, il est également le premier à changer son nom de famille de Bourg pour adopter l'orthographe « Burke »[réf. nécessaire].

## Origine incertaine
On considère parfois désormais que William nommé aussi Ulick ou en gaélique Uilleag de Burgh dit d'Annaghkeen est le fils de Richard an Fhorbhair mac William de Burgh (†  1343), lui même fils d'un certain Guillaume le Gris, petit-fils de Richard de Bourg, un fils illégitime de Guillaume de Bourg, le fondateur de la famille en Irlande. Toutefois selon une note de « A New History of Ireland » : les origines de la lignée de Clanricard ne sont absolument pas prouvées, mais celle présentées sont établies d'après les meilleure sources généalogiques irlandaises et non en contradiction avec les sources contemporaines.
Cette présentation s'oppose à celle traditionnellement admise qui considère que Richard an Fhorbhair est certainement un fils de William Liath de Burgh, mais pas le père de Uilleag Mac William Burke de Clanricard, mais celui de son homonyme Uilleag Burke d'Umhall (c'est-à-dire les Owles ou Burrishoole dans le comté de Mayo). Uilleag d'Annaghkeen  serait dans ce cas le frère de Richard an Fhorbhair, tous deux des fils de William Liath de Burgh ,

## Généalogie hypothétique
```
Walter de Burgh
  |
  |____________________________________________
  |                                           |
  |                                           |
 
Guillaume de Bourg
, †1205.        
Hubert de Burgh
 1er Comte de Kent, † 1243. 
  |                                        (issu; John et Hubert)
  |_________________________________________________________________________________________________________
  |                                                         |                                             |
  |                                                         |                                             |    
 
Richard Mór de Burgh
        Hubert de Burgh, Évêque de Limerick, † 1250.                 Richard Óg de Burgh
  |                                                                                                       |
  |                                           ____________________________________________________________|

Comte d'Ulster
,                              |                  |               |
 Burke de Castleconnell comté de Limerick    |                  |               |
 Mac William Iochtar & Bourke du 
Comté de Mayo
 Hubert         William          Richard  
                           
                                              |                  |               |
                                              |                  |               |_________________               
                                     Clan Mac Hubert?   Richard an Fhorbhair     |                |
                                                                 |               |                |
  _______________________________________________________________|               Sir David Donn  Sir William Ruad
  |                                           |         |                            |                    †1327.
  |                                           |         |                   Clan Mac David
  Ulick Burke d'Annaghkeen, † 1343.        Raymond  Walter Óg 
  |
  |____________________________________
  |                                  |
  |                                  |  
  Richard Óg Burke, † 1387.         Edmund, † 1410
  |
  |___________________________________________________
  |                                                  |
  |                                                  |
  Ulick an Fhiona Burke, † 1423.         William mac Richard Burke, † 1430.
  |                                                  |        
  |                                                  |
  Ulick Ruadh Burke, † 1485.                     Ricard, † 1466.
  |
  |
  
Burke de Clanricard
```

## Biographie
Uilleag d'Annaghkeen porte un curieux surnom gaélique Bod-an-Balcuigh, que l'on peut traduire par « Pénis de Pouvoir ». Comme son parent (ou frère ?) Edmund Albanach de Bourg, il met à profit le conflit qui éclate après les morts de Gautier le Gris (en) en 1332, de Guillaume le Comte Brun d'Ulster en 1333 et le meurtre d'Edmond de Bourg chef du ClanWilliam en 1338, pour accaparer le patrimoine du Connacht de l'héritière du Comte Brun sa fille en bas âge, Élisabeth, promise à Lionel d'Anvers un fils du roi Édouard III d'Angleterre et élevée en Angleterre. Il se proclame Mac William Uachtar dans la région de Galway comme Edmond Albanach Mac William Íochtar, c'est-à-dire chef des Bourke du Haut/Nord ou dans le comté de Mayo.
Sa mort est relevée en 1343 par les Annales des quatre maîtres et les Annales de Connacht ces dernières précisent:
Ulick fils de Richard fils de William Liath, héro de tous les Étrangers irlandais pour sa bonté et sa valeur meurt .

## Unions et postérité
Ulik laisse deux fils: 
- Richard Óg Burke, qui lui succède comme Mac William Uachtar ;
- Edmund (mort en 1410).

## Sources
- (en) T.W Moody, F.X. Martin, F.J. Byrne A New History of Ireland , Volume IX Maps, Genealogies, Lists. A companion to Irish History part II . Oxford University Press réédition 2011  (ISBN 9780199593064).
- (en)  Martin J. Black Journal of the Galway Archeological and Historical Society Vol VII n°1 « Notes on the Persons Named in the Obituary Book of the Franciscan Abbey at Galway » 1-28.